# Microcharis medicaginea
Microcharis medicaginea là một loài thực vật có hoa trong họ Đậu. Loài này được (Baker) Schrire mô tả khoa học đầu tiên.